# Rotta x casa di Dio
Rotta x casa di Dio è il quinto singolo estratto dal secondo album degli 883, Nord sud ovest est. Il brano è contenuto anche in Remix '94, Gli anni, Mille grazie, TuttoMax, Max 20 (reinterpretato insieme a Gianluca Grignani), Le canzoni alla radio e Max Forever Vol.1 (reinterpretato insieme a Riccardo Zanotti dei Pinguini Tattici Nucleari in una nuova versione dal vivo registrata al Circo Massimo di Roma).

## Tracce
1. Rotta x casa di Dio (Album Version)
2. Ma perché (114 BPM Mix)
3. Rotta x casa di Dio (Remix Version)
4. Ma perché (120 BPM Mix)
5. Nord sud ovest est (Dance Remix)
6. Rotta per casa di Dio (Karaoke Version)

## Formazione
- Max Pezzali - voce
- Mauro Repetto - campionatore, cori

## Classifiche
| Classifica (1993) | Posizione massima |
| ----------------- | ----------------- |
| Italia            | 5                 |